# جزيرة الذرة
جزيرة الذرة هو فيلم من نوع دراما أُصدر في 2014. الفيلم من توزيع موزينت ‏، وهو من إخراج جورج اوفاشفيلي، أما السيناريو فكان من كتابة جورج اوفاشفيلي وNugzar Shataidze ‏.

## القصة
تقع أحداث الفيلم في جورجيا.

## طاقم التمثيل
- تامر ليفنت
- الياس سلمان

## الإنتاج
موسيقى الفيلم التصويرية كانت من تأليف Ioseb Bardanashvili ‏.

## وصلات خارجية
- جزيره الذره على موقع IMDb (الإنجليزية)
- جزيره الذره على موقع روتن توميتوز (الإنجليزية)
- جزيره الذره على موقع قاعدة بيانات الأفلام العربية
- جزيره الذره على موقع ألو سيني (الفرنسية)
- جزيره الذره على موقع أول موفي (الإنجليزية)
- جزيره الذره على موقع فيلمافينيتي (الإسبانية)
- جزيره الذره على موقع قاعدة بيانات الفيلم (الإنجليزية)
- جزيره الذره على موقع ليتربوكسد (الإنجليزية)
- جزيره الذره على موقع كينوبويسك (الروسية)